# Heraclides (pintor)
Heraclides (llatí: Heracleides, en grec antic: Ἡρακλείδης) fou un pintor macedoni que inicialment pintava vaixells, per després va perfeccionar la tècnica i va arribar a ser un bon pintor encàustic.
Va viure a la meitat del segle ii aC en temps de Perseu de Macedònia. Després de la batalla de Pidna, quan Perseu va ser vençut l'any 168 aC, va deixar el Regne de Macedònia i es va establir a Atenes.